# Conus striatus
Conus striatus (nomeada, em inglês, Striate Cone ou Striated Cone; na tradução para o português, "Conus estriado") é uma espécie de molusco gastrópode marinho predador do gênero Conus, pertencente à família Conidae. Foi classificada por Carolus Linnaeus em 1758, descrita em sua obra Systema Naturae; sendo uma espécie variável, com estrias espirais muito finas. É nativa do Indo-Pacífico e considerada uma das seis espécies de moluscos Conidae potencialmente perigosas ao homem, por apresentar uma glândula de veneno conectada a um mecanismo de disparo de sua rádula, em formato de arpão, dotada de neurotoxinas que podem levar ao óbito. Eles foram observados provocando uma paralisia espástica, em peixes, após a injeção de seu veneno (conotoxina), utilizando-se de duas toxinas peptídicas O-glicosiladas, relacionadas. Pertence ao subgênero Pionoconus, não Strioconus.

## Descrição da concha
Conus striatus possui concha cônica, com uma espiral baixa, em ângulo reto, e última volta cilíndrica, com relevo exterior moderadamente curvo, revestida com marcas de estrias espirais, muito finas, sobre um fundo de um brilho sedoso e, na maioria das vezes, branco com marcas e faixas marrom-azuladas, acinzentadas ou negras; possuindo no máximo 13 centímetros de comprimento. Abertura pouco arredondada, com lábio externo afinado e interior branco.

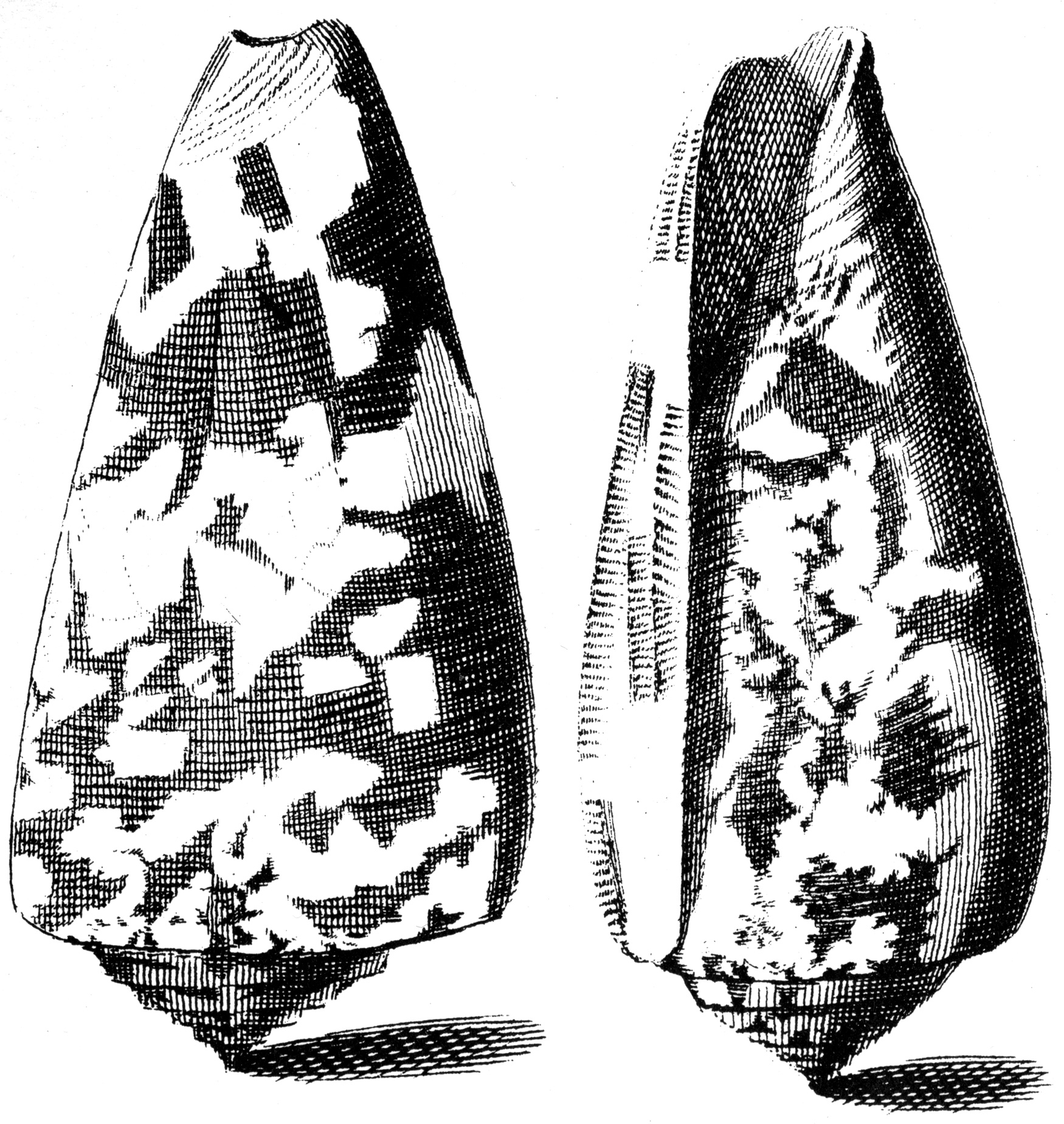
Ilustração de duas conchas de C. striatus com suas protoconchas voltadas para o solo; retirada da obra Index Testarum Conchyliorum (1742) de Niccolò Gualtieri.

## Habitat e distribuição geográfica
Esta espécie é encontrada espalhada no Indo-Pacífico e Pacífico Ocidental, no Japão (Ryūkyū), Taiwan, Tailândia, Filipinas até Polinésia Francesa (lá tornando-se rara a muito rara, no arquipélago da Sociedade), Havaí, Nova Caledônia, norte da Austrália Ocidental, território do Norte e Queensland (incluindo a Grande Barreira de Coral; Austrália), em direção à África Oriental (ilhas Mascarenhas, Madagáscar, Maurícia e Tanzânia), no oceano Índico, a pouca profundidade e em fundos arenosos e coralinos da zona nerítica, entre 1 a 25 metros, normalmente. É uma espécie carnívora, que se alimenta de peixes, imobilizando suas presas; se abrigando durante o dia e saindo para caçar à noite.